# شین باتیر
شین باتیر (انگلیسی: Shane Battier؛ زاده ۹ سپتامبر ۱۹۷۸) یک بازیکن بسکتبال اهل ایالات متحده آمریکا است. 